# Tepelta
Tepelta (łac. Diocesis Tepeltensis) – stolica historycznej diecezji w Cesarstwie rzymskim w prowincji Afryka Prokonsularna, sufragania metropolii Kartagina. Współcześnie w Tunezji. Obecnie katolickie biskupstwo tytularne.

## Biskupi tytularni
| Lp. | Biskup                     | Funkcja                                | Od                   | Do                  |
| --- | -------------------------- | -------------------------------------- | -------------------- | ------------------- |
| 1   | Joseph Matthew Breitenbeck | biskup pomocniczy Detroit (USA)        | 18 października 1965 | 6 października 1969 |
| 2   | Eugéne Cornelius Arthurs   | emerytowany biskup Tanga (Tanzania)    | 15 grudnia 1969      | 10 sierpnia 1976    |
| 3   | Daniel Anthony Hart        | biskup pomocniczy Bostonu (USA)        | 24 sierpnia 1976     | 12 września 1995    |
| 4   | Carlos Verzeletti          | biskup pomocniczy Belém (Brazylia)     | 15 maja 1996         | 29 grudnia 2004     |
| 5   | Henryk Hoser               | urzędnik Kurii Rzymskiej               | 22 stycznia 2005     | 24 maja 2008        |
| 6   | Nicolás Baisi              | biskup pomocniczy La Plata (Argentyna) | 8 kwietnia 2010      | 8 maja 2020         |
| 7   | Luis Alberto Huamán Camayo | biskup pomocniczy Huancayo (Peru)      | 21 maja 2021         | 12 lutego 2024      |
| 8   | Alexandre Palma            | biskup pomocniczy Lizbony (Portugalia) | 14 czerwca 2024      |                     |